# Источников, Михаил Константинович
Михаил Константинович Источников (10 января 1865, селе Омары, Мамадышский уезд, Казанская губерния — осень 1918, Седмиозерная пустынь, Казанская губерния) — священнослужитель Русской православной церкви, богослов.

## Биография
Родился 10 января 1865 года в селе Омары Мамадышского уезда Казанской губернии в семье дьякона Константина Александровича Источникова.
Выпускник Казанской духовной академии (1889); главный его труд: «Мнимая зависимость библейского вероучения от религии Зороастра» (Казань, 1897, магистерская диссертация)
После окончания Академии в 1891-94 годах служил инспектором и преподавателем во вновь открывшемся Епархиальном женском училище.
С 1894 г по 1906 г служил законоучителем и настоятелем церкви при Родионовском женском институте благородных девиц в Казани.
В 1906—1916 годах служил законоучителем и настоятелем Введенской церкви при Окружном женском училище Духовного ведомства в Казани.(Ведомства Императрицы Марии).
По неподтвержденным сведениям в 1916-17 годах служил в Петропавловском соборе г. Казани.
Последняя его проповедь в октябре 1916 г, напечатанная в «Известиях по Казанской епархии» за 1916 г, была посвящена защите Императора Николая в тяжелейшее военное время.
Был известным в городе проповедником, участвовал в народных чтениях во Владимирской библиотеке-читальне города, преподавал в крещено-татарской школе в 1895—1916 гг (участвовал в похоронах известного деятеля-миссионера г. Казани прот. Василия Тимофеева в 1895 г).
Так же преподавал на Высших женских курсах в Казани в 1910—1914 гг.
В 1911 году получил звание протоиерея.
Во время известных событий в Казани летом 1918 года протоиерей Михаил принимал участие во встрече посланников, прибывших в епархию с благословением от Патриарха Тихона иконой св. Гермогена.
Во время массового исхода из Казани дворянства, духовенства и интеллигенции 10.09.1918 г, о. Михаил не стал покидать город.
Осенью 1918 года он был расстрелян в группе священников под стенами Седмиезерской пустыни.

## Семья
Был женат на дочери уфимского протоиерея Елизавете Медиоланской (1866—1934). Дети:
- сын Владимир (1892—1918)
- дочь — Ольга (1894—1975)
- сын — Александр (1905—1938).

## Награды
- Орден Святой Анны 2 степени (1914)
- палица (1918)